# 重庆建川博物馆
重庆建川博物馆是一组位于重庆市九龙坡区的博物馆群落，馆长是樊建川。

## 历史
2016年重庆市九龙坡区政府与樊建川签订协议，筹建重庆抗战兵器工业旧址公园。2018年6月18日建成开馆，毗邻鹅公岩长江大桥，位于重庆市九龙坡区谢家湾街道付家沟1号，曾经是张之洞创办的汉阳兵工厂西迁重庆旧址，也是重庆陪都时期国民政府兵工署第一兵工厂旧址。2013年作为重庆抗战兵器工业旧址群之一被列为第七批全国重点文物保护单位。

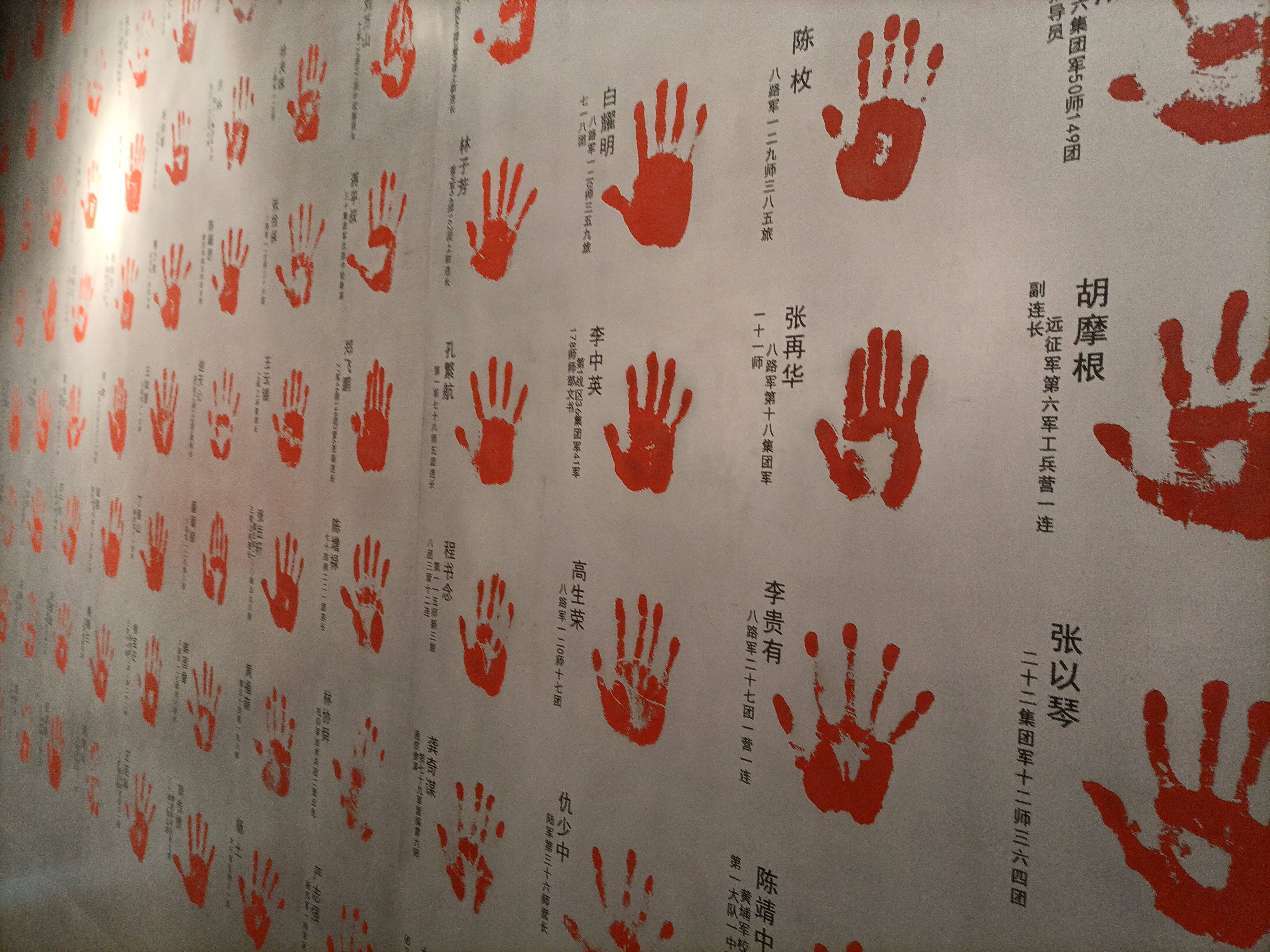
重庆建川博物馆抗战老兵手印墙

博物馆聚落共有八个主题博物馆，分别是兵工署第一工厂旧址博物馆、抗战文物博物馆、兵器发展史博物馆、票证生活博物馆、中医药文化博物馆、重庆故事博物馆、中国囍文化博物馆、民间祈福文化博物馆。

## 交通
- 重庆轨道交通2号线、环线谢家湾站

## 外部連結
- 官方网站